# ダイトウヒラタクワガタ
ダイトウヒラタクワガタ（大東平鍬形、Dorcus titanus daitoensis）は、クワガタムシ科・クワガタ属・ヒラタクワガタ亜属のヒラタクワガタの亜種で、日本産亜種では最も小型で、最も古いといわれている。
日本のヒラタクワガタの亜種は、放虫による遺伝子汚染が問題となっている。

## 形態
体長は♂40mm - 65mm、♀20mm - 33mm。
日本のヒラタクワガタの亜種では、最も小型で、体型は太短く、足も太短い。
大アゴは、先端歯は あまり発達しないが、内歯（内側のトゲ）は小型個体でも強く出ている。
体色は やや赤みがかった黒色である。
後足脛節のトゲは小さい。

## 分布
南大東島・北大東島
DNA解析からダイトウヒラタクワガタは日本のヒラタクワガタの亜種の中では最も古くに分化しているが、大東島は沖縄諸島の他の島々よりも新しく出現した島であり、大陸などと地続きになったことがないので、分布の経路は謎となっているが、流木に乗り海流によって運ばれ海を渡ったという説が有力とされている。

## 生態
広葉樹の森林に生息し、生息数はやや少ない。
人の出入りの少ない島に生息しているため、生態は分かっていないことが多い。
成虫は、真冬にも活動しているようだが、外灯に飛来した例がないので、はっきりしたことは分かっていない。
餌をほとんど取らずに繁殖活動を行っていることが多い。
幼虫は、成虫のサイズの割に大きく育ち、モクマオウなどの倒木などから発見されている。
羽化する時期が5月から6月と11月から12月の2回あり、越冬せずに活動を開始すると考えられている。